# سانی بودلر
سانی بودلر (به انگلیسی: Sunny Baudelaire)  یکی از شخصیت‌های اصلی مجموعه کتاب‌های مجموعه حوادث ناگوار نوشته لمونی اسنیکت است. کوچکترین فرزند خانواده بودلر است و در بسیاری از اقتباس‌ها به عنوان یک نوزاد توصیف می شود. اگر چه سانی تا پایان کتاب هفتم نمی‌تواند راه برود و با صحبت‌های خاص کودک صحبت می‌کند، اما بارها مهارت‌های حل مسئله پیشرفته، مهارت حرکتی، درک مطلب، استدلال اخلاقی و هوش را نشان می‌دهد. سانی اغلب به دلیل استحکام دندان هایش مورد توجه قرار می‌گیرد. در حالی که ویولت و کلاوس اغلب از استعدادهای مربوط به خواندن و اختراع برای حل مشکلات خود استفاده می‌کنند، سانی در موارد متعدد از دندان های تیز خود استفاده می‌کند. همانطور که کتاب‌ها پیشرفت می‌کنند، سانی از دوران نوزادی رشد می‌کند.
اودر طول ماجراها از ۱ تا ۳ ساله می‌شود شخصیت مثبت یک خواهر و یک برادر دارد فرزند سوم و آخر خانواده است دارای ثروتی بزرگ است، موهای قهوه ای دارد. دارای چهار دندان تیز که در این مجموعه خیلی از آن‌ها استفاده شد.
بسیار به گاززدن علاقه دارد. تواناییش در آشپزی که از کتاب دهم به بعد بروز پیدا می‌کند بسیار قابل توجه است.

## پیشینه
در شروع ناگوار زندانی می‌شود.
در سالن خزندگان با مار افعی بسیار خطرناک بازی می‌کند تا سر کنت الاف را گرم و در نتیجه ویولت بودلر بتواند هویت اصلی کنت الاف را ثابت کند.
در پنجره بزرگ با سکان کشتی را هدایت می‌کند.
در کارگاه مصیبت‌بار در پایان داستان با یک فرد خطرناک که شمشیری هم در دست دارد با آن چهار دندان تیزش مبارزه می‌کند.
در مدرسه سختگیر منشی معاون نرون می‌شود.
در آسانسور قلابی با دندان از چاه آسانسور بالا می‌رود.
در دهکده شوم با کمک کلاوس و ویولت دکمه فواره مرغی را پیدا می‌کند.
در آبشار یخ‌زده می‌فهمد که آخرین مکان امن کجاست.